# I Społeczne Liceum Ogólnokształcące im. Hetmana Jana Tarnowskiego w Tarnobrzegu
I Społeczne Liceum Ogólnokształcące im. Hetmana Jana Tarnowskiego, zwyczajowo nazywane Hetmanem – społeczne liceum ogólnokształcące w Tarnobrzegu.

## Historia
9 grudnia 1989 roku miało miejsce zebranie grupy założycielskiej Tarnobrzeskiego Społecznego Towarzystwa Oświatowego. 13 lutego 1990 TSTO zostało zarejestrowane w sądzie. Uroczysta inauguracja działalności szkoły miała miejsce 3 września 1990 roku. W roku 1991 szkoła otrzymała prawo noszenia imienia hetmana Jana Amora Tarnowskiego - wojskowego wywodzącego się z rodu Tarnowskich herbu Leliwa, którego przedstawiciele ufundowali później Tarnobrzeg. Dewiza Tarnowskich Tendite ad astra viri jest również nieoficjalnym mottem szkoły. Początkowo budynek szkoły znajdował się przy ul. Działkowców, potem przy ul. M. Dąbrowskiej, zaś od 1998 znajduje się na ulicy Dominikańskiej 7 (oraz od 2007 roku szkoła zajmuje również budynek przy ulicy Dominikańskiej 5 i od 2009 hol łączący oba budynki). W 1999 roku przy liceum powołano społeczne gimnazjum; obie szkoły wchodziły od 2003 roku w skład Zespołu Szkół Społecznych (do 2019). Od 2013 roku w szkole działa modelarnia i pracownia gier strategicznych. Od 2022 roku w szkole organizowane są Hetmańskie Dni Nauki. 1 września 2022 r. szkoła podpisała umowę o współpracy z Okręgową Izbą Radców Prawnych w Rzeszowie, której celem jest poszerzanie wiedzy prawnej uczniów liceum. Projekt pod nazwą Hetman kształci prawników to akcja, która obejmuje grupę międzyklasową o profilu humanistyczno-prawniczym. 

## Wyróżnienia
Szkoła od wielu lat znajduje się w czołówce rankingu Perspektyw, zdobywając Złote Tarcze (2014, 2015, 2017, 2018, 2019, 2020, 2021, 2022, 2023, 2024). W 2023 roku szkoła zajęło 15 miejsce w Polsce (i pierwsze w województwie podkarpackim) w rankingu Perspektyw, zaś w roku 2024 miejsce dziewiąte.
Szkoła znajduje się również w czołówce szkół z województwa podkarpackiego w rankingu szkół Zwolnionych z Teorii.

## Absolwenci
- Małgorzata Żarów[12]
- Jakub Janiszewski[13]